# 新世纪 (杂志)

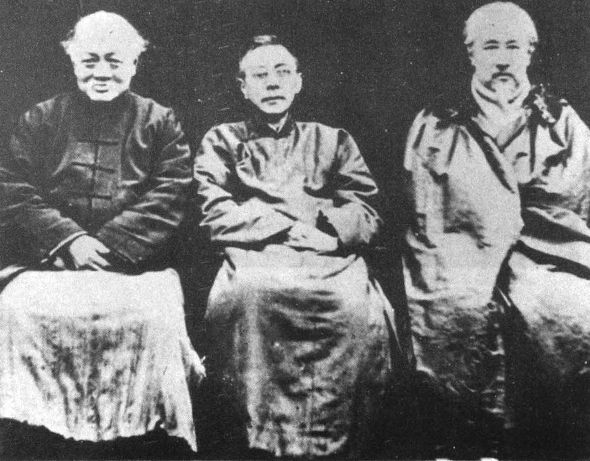
吴稚晖，张静江和李石曾在巴黎

新世纪（法語： – 后期）是一本在法国创办的宣传无政府主义和女性主义杂志。

## 历史
1907年6月由吴稚晖、李石曾、褚民谊、张静江等无政府主义者在巴黎创建，持续到1910年5月，杂志共发行121期。最终因为资金问题解散。